# Cattedrale di Nostra Signora dell'Immacolata Concezione
La cattedrale di Nostra Signora dell'Immacolata Concezione (in portoghese: Sé Catedral de Nossa Senhora da Conceição) si trova a Huambo, in Angola ed è la cattedrale per l'arcidiocesi di Huambo. La chiesa sorge su un appezzamento di terreno concesso dallo Stato presso la vecchia Avenida 5 de Outubro. È stata aperta al culto nel Natale del 1939 ed è stata elevata nel 1941 a cattedrale dell'allora diocesi di Huambo, successivamente divenuta arcidiocesi metropolitana.